# Salomé Alejandra

El reino asmoneo bajo Salomé Alejandra

Salomé Alejandra (141 a. C. o 139 a. C.-67 a. C.) (en hebreo שלומציון Shelomtzion o ShlomTzion o "Shelomit") fue una regente y reina de Judea, perteneciente a la dinastía asmonea. Reinó desde el año 76 a. C. hasta su muerte, en el 67 a. C. Fue la última gobernante de un reino judío independiente de la  hegemonía romana.
Salomé Alejandra fue esposa del rey Aristóbulo I (104 a. C.-103 a. C.), y tras la muerte de este puso en el trono a Alejandro Janneo, hermano menor del difunto rey. Siguiendo la ley del levirato, Alejandro Janneo se casó con Salomé Alejandra. Reinaron juntos entre los años 103 y 76 a. C. En su lecho de muerte, Alejandro Janneo no quiso dejar el reino a ninguno de sus hijos y encargó el gobierno a Salomé Alejandra, que era querida por el pueblo, porque pensaban que ella se había opuesto a las crueles medidas de su marido. Había tenido dos hijos con Alejandro: Hircano II, el mayor, al que hizo sumo sacerdote porque era indolente e incompetente, y Aristóbulo II, al que limitó a la vida privada porque era muy impulsivo.
Siguiendo las instrucciones que le dio su esposo en su lecho de muerte, Salomé Alejandra favoreció a los fariseos, la secta judía más estricta en la observancia de las leyes. Ellos se convirtieron en los verdaderos gobernantes de la nación, aunque Alejandra administró con gran sabiduría, doblando los efectivos del ejército e intimidando a los gobernantes vecinos. Pero si ella gobernaba a los judíos, los fariseos la gobernaban a ella. Estos la apremiaron a que diera muerte a los que habían aconsejado a Alejandro a crucificar a los 800 cabecillas fariseos, y ellos mismos comenzaron a matarlos uno por uno. Entre las víctimas se contó un tal Diógenes de Judea, prominente miembro del partido saduceo. Los perseguidos encontraron en Aristóbulo un defensor, quien persuadió a su madre que los perdonara. Pero tuvieron que irse de Jerusalén y esparcirse por el país, recluyéndose en algunos pueblos fortificados.
Durante el reinado de Salomé Alejandra ocurrió también la invasión de Tigranes II de Armenia, quien llegó con un ejército de 300 000 hombres, y puso sitio a Ptolemaida. Alejandra envió embajadores a Tigranes con valiosos regalos, pidiendo un tratado de paz, pero Tigranes fue repentinamente reclamado a Armenia para hacer frente a la invasión del general romano Lúculo.
Algún tiempo después, la reina cayó gravemente enferma, y su hijo Aristóbulo II aprovechó esta oportunidad para hacerse con el poder. Salió a escondidas de Jerusalén por la noche, reunió un ejército, ocupó 22 fortalezas en quince días y tomó la mayor parte del país. Alejandra murió en el 67 a. C. después de haber reinado nueve años. La sucedió su hijo Hircano II. Dejó al país al borde de la guerra civil entre sus hijos, lo que favorecería la intervención de los romanos en los asuntos judíos.

## Fuente
- Flavio Josefo, "Antigüedades de los judíos".